# بروتين CNTN1
بروتين يتم ترميزه في البشر بواسطة جين CNTN1.

## الوظيفة
البروتين المشفر بواسطة هذا الجين هو عضو في فصيلة الغلوبولين المناعي. وهو جليكوسيل فوسفاتيديلينوسيتول (GPI)-الراسية الخلايا العصبية بروتين الغشاء ,والذي يعمل كجزئ التصاق خلوي . قد تلعب دورا في تشكيل الوصلات المحورية في الجهاز العصبي النامي اتصالات في تطوير الجهاز العصبي. اثنين بدلا من ذلك تقسم نسخة المتغيرات ترميز مختلفة الأشكال الإسوية قد وصفت لهذا الجين.

## التفاعلات
وقد تبين ان CNTN1 يتفاعل مع PTPRB.